# Ngadikerso (Sumowono)
Ngadikerso is een bestuurslaag in het regentschap Semarang van de provincie Midden-Java, Indonesië. Ngadikerso telt 2108 inwoners (volkstelling 2010).